# Greg Smith (baloncestista de 1947)
Gregory Darnell "Greg" Smith (nacido el 28 de enero de 1947 en Princeton, Kentucky) es un exjugador de baloncesto estadounidense que disputó ocho temporadas en la NBA. Con 1,96 metros de estatura, lo hacía en la posición de alero.

## Trayectoria deportiva

### Universidad
Jugó durante cuatro temporadas con los Hilltoppers de la Universidad de Kentucky Occidental, en las que promedió 11,4 puntos y 11,9 rebotes por partido. Es el sexto máximo reboteador de la historia de su universidad, consiguiendo 20 o más rebotes en cinco ocasiones. En 1966 y 1967 fue incluido en el mejor quinteto de la Ohio Valley Conference.

### Profesional
Fue elegido en la quincuagésima posición del Draft de la NBA de 1968 por Milwaukee Bucks, y también por los Kentucky Colonels en el draft de la ABA, fichando por los primeros. Allí jugó 3 temporadas, casi siempre como titular, siendo la mejor de ellas la 1970-71, en la que no solo conseguiría acabar en la sexta posición de los mejores porcentajes de tiro de la liga, sino que además completó su mejor temporada como profesional, promediando 11,7 puntos y 7,2 rebotes por partido, ayudando a ganar el único título hasta el momento de los Bucks, al lado de figuras como Oscar Robertson y Kareem Abdul-Jabbar.
Poco después de comenzada la temporada 1971-72 gue traspasado, junto con una futura tercera ronda del draft a Houston Rockets, a cambio de Curtis Perry y una primera ronda del draft de 1972. Allí fue nuevamente titular, promediando 9,1 puntos y 6,0 rebotes, pero al año siguiente fue traspasado a Portland Trail Blazers a cambio de Stan McKenzie.
En los Blazers se vio relegado al banquillo, jugando tres temporadas en las que su participación fue a menos, hasta que finalmente fue despedido poco después de comenzada la temporada 1975-76, retirándose definitivamente.

## Estadísticas de su carrera en la NBA

### Temporada regular
| Temporada | Edad | Equipo                 | Liga | P   | TIT | MIN  | TC  | TCA | %TC  | TL  | TLA | %TL  | R.OF. | R.DEF. | REB  | ASIS | ROB | TAP | PER | FP  | PTS  |
| 1968-69   | 22   | Milwaukee Bucks        | NBA  | 79  |     | 27.9 | 3.5 | 7.8 | .450 | 1.2 | 2.0 | .587 |       |        | 10.2 | 1.7  |     |     |     | 3.3 | 8.1  |
| 1969-70   | 23   | Milwaukee Bucks        | NBA  | 82  |     | 28.9 | 4.1 | 8.1 | .511 | 1.5 | 2.1 | .718 |       |        | 8.7  | 1.9  |     |     |     | 3.7 | 9.8  |
| 1970-71   | 24   | Milwaukee Bucks        | NBA  | 82  |     | 29.6 | 5.0 | 9.7 | .512 | 1.7 | 2.6 | .662 |       |        | 7.2  | 2.8  |     |     |     | 3.5 | 11.7 |
| 1971-72   | 25   | TOTAL                  | NBA  | 82  |     | 27.5 | 3.8 | 8.2 | .461 | 1.4 | 2.0 | .661 |       |        | 5.9  | 2.7  |     |     |     | 3.2 | 8.9  |
| 1971-72   | 25   | Milwaukee Bucks        | NBA  | 28  |     | 26.3 | 3.5 | 7.1 | .490 | 1.5 | 2.1 | .707 |       |        | 5.8  | 2.3  |     |     |     | 3.3 | 8.4  |
| 1971-72   | 25   | Houston Rockets        | NBA  | 54  |     | 28.1 | 3.9 | 8.8 | .448 | 1.3 | 2.0 | .636 |       |        | 6.0  | 2.9  |     |     |     | 3.1 | 9.1  |
| 1972-73   | 26   | TOTAL                  | NBA  | 76  |     | 21.2 | 3.1 | 6.4 | .482 | 1.0 | 1.7 | .586 |       |        | 5.0  | 1.6  |     |     |     | 2.9 | 7.1  |
| 1972-73   | 26   | Houston Rockets        | NBA  | 4   |     | 10.3 | 1.3 | 4.0 | .313 | 0.0 | 0.0 |      |       |        | 2.0  | 1.3  |     |     |     | 2.0 | 2.5  |
| 1972-73   | 26   | Portland Trail Blazers | NBA  | 72  |     | 21.8 | 3.2 | 6.5 | .488 | 1.0 | 1.8 | .586 |       |        | 5.2  | 1.6  |     |     |     | 2.9 | 7.4  |
| 1973-74   | 27   | Portland Trail Blazers | NBA  | 67  |     | 13.1 | 1.5 | 3.4 | .434 | 0.7 | 1.2 | .608 | 1.0   | 1.9    | 2.8  | 1.2  | 0.6 | 0.1 |     | 1.9 | 3.7  |
| 1974-75   | 28   | Portland Trail Blazers | NBA  | 55  |     | 9.4  | 1.3 | 2.7 | .486 | 0.6 | 0.9 | .667 | 0.5   | 1.1    | 1.6  | 0.5  | 0.4 | 0.1 |     | 1.7 | 3.2  |
| 1975-76   | 29   | Portland Trail Blazers | NBA  | 1   |     | 3.0  | 0.0 | 1.0 | .000 | 0.0 | 0.0 |      | 0.0   | 0.0    | 0.0  | 0.0  | 0.0 | 0.0 |     | 2.0 | 0.0  |
| Total     |      |                        | NBA  | 524 |     | 23.4 | 3.3 | 6.9 | .482 | 1.2 | 1.8 | .646 | 0.8   | 1.5    | 6.2  | 1.8  | 0.5 | 0.1 |     | 3.0 | 7.8  |

### Playoffs
| Temporada | Edad | Equipo          | Liga | P  | MIN | TCA | TC  | TLA | TL | R.OF. | REB | ASIS | ROB | TAP | PER | FP | PTS | %TC  | %3P | %FT  | MIN  | PTS  | REB | AST |
| 1969-70   | 23   | Milwaukee Bucks | NBA  | 10 | 329 | 47  | 94  | 13  | 22 |       | 85  | 22   |     |     |     | 34 | 107 | .500 |     | .591 | 32.9 | 10.7 | 8.5 | 2.2 |
| 1970-71   | 24   | Milwaukee Bucks | NBA  | 14 | 454 | 70  | 128 | 22  | 40 |       | 120 | 36   |     |     |     | 45 | 162 | .547 |     | .550 | 32.4 | 11.6 | 8.6 | 2.6 |
| Total     |      |                 | NBA  | 24 | 783 | 117 | 222 | 35  | 62 |       | 205 | 58   |     |     |     | 79 | 269 | .527 |     | .565 | 32.6 | 11.2 | 8.5 | 2.4 |